# Lionel Falzon
 (janvier 2014).
Si vous disposez d'ouvrages ou d'articles de référence ou si vous connaissez des sites web de qualité traitant du thème abordé ici, merci de compléter l'article en donnant les références utiles à sa vérifiabilité et en les liant à la section « Notes et références ».
Lionel Falzon est un entraineur de football, ancien joueur pro et ancien international français de beach soccer né le 24 décembre 1979 à Marseille. Son poste de prédilection était avant centre.

## Biographie
Passé en catégories jeunes par plusieurs écuries prestigieuses marseillaises, il est intégré en 1996, à 16 ans, au centre de formation du FC Gueugnon, puis en 1998, à 18 ans, à celui du Paris St Germain.
Recalé du monde professionnel à cause de blessures récurrentes, il repart au niveau amateur en 2000 et 2001 à l'US Endoume/CFA 2/CFA - 15 matchs/8 buts, à l'Us Marignane/DH en 2002 8 matchs/4 buts puis au SO Cassis Carnoux/DH de 2002 à 2004 - 30 matchs/25 buts.
Son heure vient en 2005 après une nouvelle saison prolifique avec l'US Endoume/CFA 2 - 20 matchs/19 buts, il signe un contrat professionnel avec le FC Istres/Ligue 2 - 9 matchs/1 but.
Une fois de plus les blessures l'empêchent de continuer chez les pros et il revient alors en 2006 à l'US Endoume/CFA - 10 matchs/7 buts sous la direction de Jean Castaneda.
De 2007 à 2008 sa carrière connaitra un renouveau avec l'Équipe de France de beach soccer - 19 sélections/9 buts dirigée alors par le King Éric Cantona.
Après une nouvelle blessure importante, il met un terme à sa carrière de joueur de football et de Beach Soccer en 2008 à 28 ans.
En 2012, après 4 ans de coupure avec le football, et profitant de ses diplômes IE 1, IE 2, et Animateur Senior, il lance sa carrière d'entraineur et rejoint l'AS Gemenos en tant que second adjoint de l'équipe sénior niveau Division Honneur Régionale dirigée par Bernard Rodriguez, et entraineur des U19 excellence.

## Clubs

### Joueur
Football
- 1985-1989: ASPTT Marseille - Débutant, Poussin
- 1989-1991: Gap FC - Poussin, Pupille
- 1991-1993: FC Burel - Pupille Excellence, Minime Excellence
- 1993-1995: SO Caillols - Minime Ligue, 15 Ans Nationaux
- 1995-1996: Aubagne FC - Cadet ligue
- 1996-1997: FC Gueugnon - Centre de Formation, -17 ans Nationaux, CN 3
- 1997-1998: FA Île Rousse Monticello - CFA
- 1998-1999: PSG - Centre de Formation, CFA, CFA 2
- 1999-2000: FC Istres - National, CFA 2
- 2000-01/2002: US Endoume - CFA 2, CFA
- 01/2002-06/2002: US Marignane - Division Honneur
- 2002-2004: SO Cassis Carnoux - Division Honneur
- 2004-2005: US Endoume - CFA 2
- 2005-2006:  FC Istres - Ligue 2
- 2006-2007: US Endoume - CFA
- 2007-2008: UGA Ardziv/ - PHA

Beach Soccer
- 2007: AS Aix Beach Soccer
- 2008: AS Aix Beach Soccer

### Entraineur
Football
- 2003-2004: SO Cassis Carnoux - Poussin Pré excellence - Classement: 2ème/10
- 2012-2013: AS Gemenos - 2e adjoint seniors DHR  - Classement: 4ème/14
- 2012-2013: AS Gemenos - U19 Excellence - Classement: 2ème/12
- 2014-2015: SO Cassis - Senior Promotion de 1re division - Classement: 6ème/14
- 2015-2016: Carnoux FC - Senior 1re division (Réserve PHA) - Classement: 2ème/12
- 2016-2017: Carnoux FC - Senior PHB (Réserve DHR) - Classement 7ème/12
- 2016-2017: Carnoux FC - U19 Pré Excellence - Classement 4ème/12
- 2017-2018: Carnoux FC - U19 Pré Excellence - Classement 2eme/12

## Sélections
Beach Soccer
- 2007: EuroCup Tarragone/Espagne - Euroligue étapes Majorque/Espagne, San Bennedetto/Italie, Portimâo/Portugal, Tignes/France
- 2008: Diamond Cup Netanya/Israël - Mundialito Portimâo/Portugal
- Total: 19 Sélections/9 buts

## Palmarès

### Joueur
Football
- 1990-1991: FC Burel - Pupilles, Vainqueur de la Coupe Louis Crouzet
- 2000-2001: US Endoume - CFA 2, Champion du groupe, Champion de France, Accession CFA
- 2003-2004: SO Cassis Carnoux - DH, Vice-Champion du groupe, Accession CFA 2 après barrages
- 2004-2005: US Endoume - CFA 2, Champion du groupe, Vice-Champion de France, Vainqueur de la Coupe de Provence, Accession CFA
- 2007-2008: UGA Ardziv - PHA, Vice-Champion du groupe, Accession DHR.

Beach Soccer
- 2007: Equipe de France - Vice-champion EuroCup/Tarragone - Champion étape EuroLeague/Majorque
- Eté 2007 : AS Aix Beach Soccer - 3e place Championnat de Provence, Meilleur Buteur - 6 matchs/17 buts
- Eté 2008 : AS Aix Beach Soccer - Champion de Provence, Champion finales inter-régionales, Vice-champion de France - 10 matchs/26 buts

### Entraineur
Football
- 2003-2004: SO Cassis Carnoux - Poussin Pré Exc, Vice Champion du groupe, Accession Excellence
- 2012-2013: AS Gemenos - U19 excellence, Vice Champion du groupe
- 2015-2016: Carnoux FC - Seniors 1re division, vice champion du groupe, Accession PHB
- 2017-2018: Carnoux FC - U19 Pré Excellence, vice champion du groupe, Accession Excellence